# Michael Herman (Politiker)

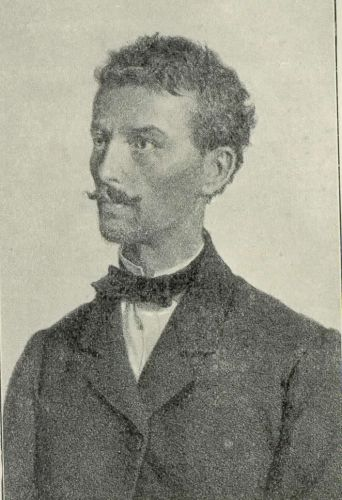
Michael Herman

Michael Herman, auch Mihael Herman oder Michael Hermann (* 24. September 1820 in Haritz, damals Gemeinde Grasdorf; † 15. Dezember 1883 in Graz) war Richter und Abgeordneter zum Österreichischen Abgeordnetenhaus.

## Leben
Michael Herman war Sohn des Schneiders und Kleinlandwirts Mathias Herman. Nach dem Studium der Rechtswissenschaften an der Universität Graz arbeitete er ab 1848 im Gerichtsdienst in der Steiermark. Zunächst war er Orts- und Kriminalrichter in Thannhausen und ab 1850 Bezirksgerichtsadjunkt. Ab dem Jahr 1854 arbeitete er in Pettau, ab 1868 in Hartberg und 1869 wurde er Bezirksrichter in Vorau. Ab 1881 war er unbesoldeter Landesgerichtsrat in Graz.
Er war römisch-katholisch und blieb zeit seines Lebens ledig.
Von 1861 bis zu seinem Tod im Jahr 1883 war er Mitglied im Steiermärkischen Landtag (I., II., III., IV., V. Wahlperiode). Von 1870 bis 1883 war er auch im Landesausschuss.

## Politische Funktionen
Michael Herman war vom 4. November 1873 bis zu seinem Tod am 15. Dezember 1883 Abgeordneter des Abgeordnetenhauses im Reichsrat (V. und VI. Legislaturperiode), Kronland Steiermark, Wählerklasse Landgemeinden 8 (Pettau, Friedau, St. Leonhard, Rohitsch, St. Marein, Luttenberg, Oberradkersburg).

## Klubmitgliedschaften
Michael Herman war Mitglied im katholisch-konservativen Klub des rechten Zentrums.